# Mein rasend Herz
Mein Rasend Herz (Mi Loco Corazón, en español) es el séptimo álbum de estudio de la banda de Folk metal alemana In Extremo. Fue lanzado el 30 de mayo de 2005 a través de Universal Music Group.

## Historia
En noviembre de 2004, In Extremo alquila en Principal Studios, una antigua granja en Ottmarsbocholt, Münsterland. Bajo la dirección del productor Jörg Umbreit y Vincent Sorg grabaron las pistas para el álbum en seis semanas. A principios de mayo de 2005, lanzaron el sencillo "Nur ihr allein" y el 30 de mayo Mein rasend Herz estuvo disponible al público.

## Lista de canciones
| N.º   | Título                                                       | Duración |  |
| 1.    | «Raue See»                                                   | 4:29     |  |
| 2.    | «Horizont»                                                   | 3:38     |  |
| 3.    | «Wessebronner Gebet» (Poema en Alto alemán del siglo octavo) | 4:25     |  |
| 4.    | «Nur ihr allein»                                             | 3:54     |  |
| 5.    | «Fontaine la Jolie» (Canción popular bretona)                | 4:37     |  |
| 6.    | «Macht und Dummheit»                                         | 4:13     |  |
| 7.    | «Tannhuser» (Tannhäuser)                                     | 3:08     |  |
| 8.    | «Liam»                                                       | 3:48     |  |
| 9.    | «Rasend Herz»                                                | 4:05     |  |
| 10.   | «Singapur»                                                   | 3:53     |  |
| 11.   | «Poc Vecem» (Por Vidal (1160–1205))                          | 4:36     |  |
| 12.   | «Spielmann»                                                  | 3:32     |  |
| 48:18 |                                                              |          |  |

## Letra y música
Al igual que en sus anteriores trabajos, las letras y la música de las canciones se dan por un esfuerzo conjunto de los miembros, las letras tratan sobre el amor, el dolor y la muerte y la vida errante de los músicos, los malabaristas y los marineros.
La banda esta en permanente búsqueda de poemas medievales, los cuales reproducen en el idioma original y que interpretan según su entendimiento de la música. Ejemplo de esto es Wessebronner Gebet un poema en Antiguo alto alemán del siglo octavo y Tannhuser una canción del trovador Tannhäuser del siglo doce, que In Extremo toca con solo instrumentos acústicos. Poc Vecem fue escrita por el trovador Vidal (1160-1205) y está escrito en occitano, en ella participa el artista invitado Robert Beckmann, que toca la vihuela. Fontaine la Jolie es una canción popular bretona.
En la canción "Liam" In Extremo recibe la colaboración del músico Rea Garvey, quien tradujo la letra al Gaélico y colaboró como segundo vocalista. Trata sobre el dolor de una mujer cuyo amante, murió en el mar.
Horizont es una canción de amor, en la cual la cantante Marta Jandová y Michael Rhein ("El Último Unicornio) hacen un dueto. Trata sobre la pena de un marino en la hora de su muerte.

## Sencillos
El sencillo Nur ihr allein de 2005, contiene una versión en vivo de las canciones Hiemali tempore y Vollmond. La letra de la primera es del Carmina Burana, en latín, y está incluida en su Álbum Weckt die Toten!. La canción es sobre los jugadores, pasar el invierno en una taberna caliente, tirar los dados después de una borrachera. Vollmond (Luna Llena) se publicó por primera vez en el 2000, en su temática habla de los vampiros.
El segundo sencillo lleva por nombre Horizont y apareció en septiembre de 2005, contiene además la canción Spielmanns Wiederkehr y de su gira Burgentour las canciones en vivo Captus Est y Mein rasend Herz.
El tercer sencillo Liam, documenta la presentación del grupo en Bundesvision Song Contest 2006 en la que participaron con la canción del mismo nombre en su versión en alemán. El sencillo incluye la canción en alemán, gaélico y una versión en vivo. Además se incluye un video de la presentación, en la cual ocuparon el tercer lugar.

## La gira
El concierto en el salón Columbia de Berlín, el 24 de septiembre de 2005, que hizo parte de "Mein rasend Herz Tour", fue grabado y sacado a la venta en formato DVD el 10 de febrero de 2006 como Raue Spree 2005.

## Repercusión
El disco alcanzó el tercer lugar en Alemania, el número 22 en Austria y en Suiza llegó a ser Top 40.